# Ordine della Croce di Vytis
L'Ordine al Merito della Lituania è un ordine cavalleresco lituano.

## Storia
L'Ordine, già esistente prima della seconda guerra mondiale, è stato reintrodotto il 15 gennaio 1991. Viene conferito alle persone che si distinguono in atti di coraggio per difendere la libertà e l'indipendenza della repubblica di Lituania.
I primi a ricevere questa onorificenza sono state le vittime della repressione delle manifestazioni del gennaio 1991 in Lituania ad opera delle truppe russe a Vilnius ed a Medininkai.

## Classi
L'Ordine dispone delle seguenti classi di benemerenza:
- Gran Croce
- Commendatore di Gran Croce
- Croce di Commendatore
- Croce di Ufficiale
- Croce di Cavaliere

| Nastri             |                    |                       |                            |            |
| Croce di Cavaliere | Croce di Ufficiale | Croce di Commendatore | Commendatore di Gran Croce | Gran Croce |

## Insegne
- Il nastro è rosso con quattro strisce nere.